# Jadwiga Żuk-Czyż
Jadwiga Żuk-Czyż (ur. 9 lutego 1950) – polska lekkoatletka, specjalizująca się w biegach średnich, medalistka mistrzostw Polski.

## Kariera sportowa
Była zawodniczką Orła Międzyrzecz i Nadodrza Zielona Góra. Jej trenerem był Stanisław Skrzek.
Pierwsze treningi podjęła w szkole średniej, w 1966 roku. W pierwszym roku startów znalazła się na 6 miejscu w tabeli dziesięciu najlepszych wyników województwa zielonogórskiego w biegu na 800 m kobiet.
W 1968 została wicemistrzynią Polski juniorek w biegu na 800 metrów. Na mistrzostwach Polski seniorek zdobyła dwa brązowe medale: w biegu na 1500 metrów w 1969 i w biegu przełajowym na 4 km w 1974, ponadto jeszcze dziewięć razy zajmował miejsce w pierwszej ósemce MP seniorek (1968 – 4. miejsce w biegu na 1500 metrów, 1970 – 5. miejsce w biegu na 1500 metrów, 7. miejsce w biegu na 800 metrów, 1971 – 8. miejsce w biegu na 1500 metrów, 6. miejsce w biegu przełajowym na 2,5 km, 1972 – 4. miejsce w biegu przełajowym na 3 km, 8. miejsce w biegu na 1500 metrów, 1973 – 4. miejsce w biegu na 3000 metrów, 1974 – 6. miejsce w biegu na 3000 metrów).
Reprezentowała Polskę w meczu międzypaństwowym seniorek: 19 lipca 1969 w spotkaniu ze Szwecją w Göteborgu, gdzie zajęła 4. (ostatnie) miejsce w biegu na 1500 metrów, z czasem 4:41,9 oraz meczu międzypaństwowym drużyn do lat 20 – 5 lipca 1970 w Szczecinie ze Szwecją, gdzie zajęła 3. miejsce w biegu na 1500 metrów, z wynikiem 4:35,1.
12 września 1968 wynikiem 4:51,9 ustanowiła rekord Polski juniorek w biegu na 1500 metrów (rezultat ten dał jej 4. miejsce podczas mistrzostw Polski seniorek). Straciła ten rekord na rzecz Krystyny Sładek, która 12 października 1968 uzyskała wynik 4:51,2 (konkurencję 1500 metrów kobiet wprowadzono do programu zawodów lekkoatletycznych w 1968). Jej rekord życiowy na 3000 metrów w 1974 (9:31,6) dawał jej 5. miejsce w tabelach najlepszych zawodniczek w Polsce w tym roku.
Występowała do 1974 roku. W tym samym roku rozpoczęła studia w Akademii Wychowania Fizycznego w Poznaniu. W 1978 roku uzyskała tytuł magistra wychowania fizycznego oraz dyplom trenera II klasy lekkoatletyki.
Mieszka w Jagielniku, gdzie jest sołtysem. Jej mąż Bogdan Czyż również jest lekkoatletą.

## Rekordy życiowe
- 1500 m: 4.28,2 (26.08.1973)[12]
- 3000 m: 9.31,6 (16.06.1974)[2]